# François Quilgars
François Quilgars, né à Saint-Gilles-les-Bois le 7 février 1889 et mort le 19 mars 1948 à Paris, est un athlète et éducateur français.

## Biographie
François Marie Quilgars est le fils de Pierre Marie Quilgars, marin de profession, et de Jeanne Marie Robert.
Il est employé commercial lorsqu'il épouse Suzanne Marie Hitter.
Il accède au grade de capitaine en 1918, après avoir été cité à 4 reprises sur les champs de bataille. Il est nommé chevalier de la Légion d'honneur au sortir de la guerre.
Il est, avec Henri Decoin, un des principaux managers des Français aux Jeux interalliés de 1919. Il suit de nombreux athlètes dont Boughéra El Ouafi, Jules Ladoumègue, Joseph Guillemot
ou Jean Keller.
Entre 1923 et 1933, il est considéré comme un des 4 mousquetaires de l'athlétisme (avec Alfred Spitzer, Charles Poulenard et Georges Vitau).
Il est président du club Ladoumègue.
En 1938, il est chef de bataillon au centre de mobilisation d'infanterie n°21.
Il devient par la suite industriel. Il habite la rue Manin dans le 19e arrondissement de Paris. Il est mort en 1948 à l'âge de 59 ans.

## Publications
- Divers articles dans le magazine L'Auto
- L'athlétisme par le Capitaine Quilgars dans le magazine Très sport (no 5 du 1er septembre 1922)
  - Comment créer des représentants olympiques

## Reconnaissance
- Chevalier de la Légion d'honneur (1918)
- Officier de la Légion d'honneur[6] (1938)
- Croix de guerre 1914-1918[7]
- Croix de guerre 1939-1945